# Brimeura
Genre
Classification APG III (2009)
Brimeura est un genre de plantes herbacées monocotylédones, comportant seulement trois espèces. Il appartient à la famille des Liliaceae selon la classification classique. La classification phylogénétique le place dans la famille des Asparagaceae.
Ces trois espèces, originellement incluses par Linné dans le genre Hyacinthus, ont été ultérieurement placées par Salisbury dans un genre séparé, Brimeura, créé en honneur de Marie de Brimeur, une fervente jardinière française du XVIe siècle.

## Les espèces
- La jacinthe améthyste, Brimeura amethystina (L.) Chouard (Syn. Hyacinthus amethystinus L.), est une petite plante bulbeuse calciphile de 10-30 cm de haut, qui se rencontre jusqu’à 1 500 m d’altitude dans les Pyrénées et le nord-ouest de l’ex-Yougoslavie (Croatie et Bosnie-Herzégovine).
- La Jacinthe de Pouzolz, Brimeura fastigiata (Viv.) Chouard (Syn. Hyacinthus fastigiatus Bertol.), se rencontre aux Baléares, en Corse, en Sardaigne et en Grèce, est de taille plus modeste (5-10 cm). Les 5 à 10 fleurs roses ou blanches d’environ 8 mm sont réunies en grappe plus dense. Le bout des tépales est écarté, ce qui leur donne un aspect étoilé.
- Brimeura duvigneaudii (L.Llorens) Rosselló, Mus & Mayol (Syn. Brimeura amethystina (Viv.) Chouard var. duvigneaudii L.Llorens), est une espèce endémique rare de l’île de Majorque (Baléares).

## Culture
La jacinthe améthyste est une espèce rustique de culture facile en situation ensoleillée à semi-ombragée. La jacinthe de Pouzolz, moins rustique, préfère une situation semi-ombragée.

## Sources
- John E Bryan, Bulbs (revised edition), Timber press, 2002 –  (ISBN 0-88192-529-2)
- Hanneke van Dijk & Mineke Kurpershoek, Geïllustreerde Bloembollenencyclopedie, Rebo Production b.v., Lisse, 2005 –  (ISBN 90-366-1305-1)
- Leo Jellito & Wilhelm Schacht, Hardy Herbaceous Perennials, Timber Press, 1995 -  (ISBN 0-88192-159-9)